# Die Kuckucks
Die Kuckucks ist ein deutscher Spielfilm der DEFA von Hans Deppe aus dem Jahr 1949.

## Handlung
Die 18-jährige Vollwaise Inge Kuckert sorgt allein für ihre vier jüngeren Geschwister. Bald kommen zu den kleinen alltäglichen Sorgen um Enge und Essen existenzielle dazu: Die Vermieter stören sich am lauten Treiben der Kuckerts und kündigen die Wohnung. Inge wendet sich an die Behörden, doch diese sehen die einzige Lösung in der Unterbringung der jüngeren Geschwister in Heimen oder bei Pflegefamilien – Inges ältester Bruder macht bereits eine Lehre.
Die Geschwister entdecken eine alte, verfallene Villa, die ihnen vom offenbar wohlhabenden Besitzer als Wohnung zur Verfügung gestellt wird. Die fünf machen sich begeistert an die Instandsetzung. Wenig später ist das verfallene Haus nicht wiederzuerkennen. Die Kuckerts können ihr Glück über ein neues Heim jedoch nur kurz auskosten, da ein fremder Herr erscheint, sich als wahrer Besitzer des Hauses bezeichnet und Ansprüche an das Haus anmeldet. Vom Mann, der Inge einst das Wohnrecht zum Haus überlassen hat, hat sie nie einen schriftlichen Vertrag erhalten und so ist guter Rat teuer. Retter in der Not wird schließlich der Nachbar der Geschwister, ein junger Journalist, der Erkundigungen über den vorgeblichen Besitzer einzieht und ihn schließlich als Verbrecher entlarven kann. Es kommt zum Happy End: Die Kuckerts dürfen weiterhin in der Villa wohnen und Inge und der Journalist werden ein Paar.

## Produktion
Die Kuckucks war nach Kein Platz für die Liebe (1947) der zweite und letzte Spielfilm Hans Deppes für die DEFA. Der Film entstand im Studio Babelsberg mit Außenaufnahmen aus Berlin-Grunewald und Pankow und erlebte am 8. April 1949 im Berliner Babylon seine Premiere. Als Austauschfilm Mittel-Deutschland/West-Deutschland war er, beginnend am 3. Januar 1950 in Remscheid, auch im Westen zu sehen.
Der Film wurde mit 4,7 Millionen Zuschauern einer der erfolgreichsten Kinderfilme der DEFA.

## Kritik
Die zeitgenössische Kritik nannte den Film 1949 „keine große Sache, aber voller Humor“ und stellte fest, dass man „nicht gleich immer einen Zeitfilm machen wollen [muss], der voller Konflikte und Tragik steckt“. Für andere Kritiker war der Film „ein heiteres Trümmer-Märchen mit ernstem, sehr ernstem Hintergrund.“
Ingelore König, Dieter Wiedemann und Lothar Wolf schrieben 1996 rückblickend, dass es schwerfalle, „die Schwierigkeiten der Kuckucks als tragisch oder gar schicksalhaft nachzuempfinden. Regisseur Hans Deppe erlaubt keinen nüchternen Blick auf die wirklichen, ernsten Probleme jener Zeit – er will ihn gar nicht.“
Das Lexikon des internationalen Films befand: „Realistischer, zeitbezogener Unterhaltungsfilm der DEFA mit versöhnlichem Zweckoptimismus.“